# 前魯斯湖

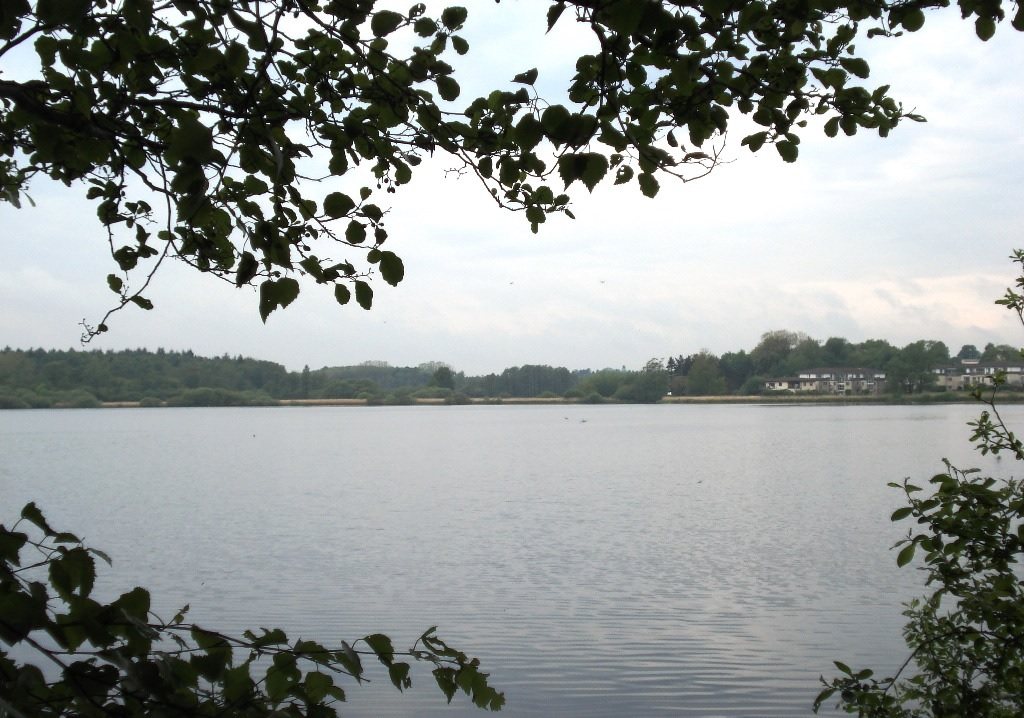

前魯斯湖（德語：Vorderer Russee），是德國的湖泊，位於該國北部石勒蘇益格-荷爾斯泰因州，由基爾負責管轄，面積0.2平方公里，平均水深1.2米，最大水深1.7米，水體容量23萬立方米，湖岸線長度2公里。